# Byron Center
Byron Center – jednostka osadnicza w Stanach Zjednoczonych, w stanie Michigan, w hrabstwie Kent.